# Ausztria Szociáldemokrata Pártja
Ausztria Szociáldemokrata Pártja (németül: Sozialdemokratische Partei Österreichs, SPÖ) egyike Ausztria legrégibb, ma is létező pártjainak. Tagja a Szocialista Internacionálénak, a Progresszív Szövetségnek és az Európai Szocialisták Pártjának. A magyar sajtó általában Osztrák Szociáldemokrata Párt néven említi.
A jelenlegi nevét 1991-ben vette fel. Korábban, 1888 és 1945 között Ausztria Szociáldemokrata Munkáspártjának nevezték (németül: Sozialdemokratische Arbeiterpartei Österreichs, SDAPÖ), majd 1991-ig Ausztria Szocialista Pártjának (Sozialistische Partei Österreichs).
Az Osztrák Néppárttal (ÖVP) együtt az SPÖ hagyományosan Ausztria két fő pártjának egyike. Szoros kapcsolatokat ápol az Osztrák Szakszervezeti Szövetséggel (ÖGB) és az Osztrák Munkáskamarával (ÖAK). Az SPÖ jelenleg nincs kormányon. A párt szövetségi elnöke 2023 júniusa óta Andreas Babler, a 2023 májusában lemondott Pamela Rendi-Wagner utódja.

## Ideológia
A párt jelenlegi ideológiája 1998-ban fogalmazódott meg, amikor hitet tett a szociáldemokrácia mellett. Alapelvei közé sorolta a szabadságot, egyenlőséget, igazságot, szolidaritást és a teljes foglalkoztatást. Ezek mellett sürgősnek tartották a politikai modernizálódást is.

### Gazdaságpolitika
A párt alapvető célja volt, hogy felszámolódjon a társadalomban az osztályharc. Fontosnak tartják hogy a munkahelyeken egyenlő arányban dolgozzanak nők és férfiak. A párt fontosnak tartja, hogy olyan munkaviszony alakuljon ki, ahol a munkavállalónak beleszólási joga van a vállalatnál, annak érdekében hogy szociális és gazdasági fejlődés lehessen. 
Olyan adórendszerre van szükség, ami megengedi a jövedelem és a vagyonmegosztást. A párt szerint az államnak aktív gazdasági szereplőnek kell lenni. Az 1990-es években a párt vezette kormányok támogatták a privatizációt, ma már elutasítják.  A 2008-as parlamenti választáson a párt már az alapjövedelem  és a tőkenyereség adó bevezetésével kampányolt.

### Oktatáspolitika
A párt az oktatást társadalmi alapjognak tartja. Fontosnak tartják, hogy esélyegyenlőség teremtődjön a Gesamtschule-rendszer értelmében a 6-14 év közötti gyerekek oktatásában. A párt egyéb szakpolitikai céljai a teljes mértékben kiépített és megfizethető gyermekfelügyeleti-rendszer és hogy a tankötelezettség az 5. életévtől kezdődjön el. A felsőoktatásban a szociáldemokraták az egyetemi és főiskolai képzések ingyenes hozzáférését szeretnék elérni. 2008-ban a párt megszüntette a tandíj fizetési kötelezettséget. Másik fontos célnak tartja a párt, hogy az ÖH (Osztrák Hallgatói Önkormányzat) munkájába a hallgatóknak beleszólási jogot biztosítson.

### Társadalompolitika
Rendkívül fontosnak tartják női egyenjogúságot és a nemzetiségi, etnikai kisebbségek védelmét. Fontosnak tartják a már Ausztriában letelepedett bevándorlók integrációját. A 2008-as választási kampányukban társadalmi egyenlőséget hirdettek az azonos nemű pároknak.

## Választási eredmények

### Nemzeti Tanács
| Év   | Szavazatok | %    | Mandátumok | Státusz                              |
| ---- | ---------- | ---- | ---------- | ------------------------------------ |
| 1945 | 1 434 898  | 44,6 | 76 / 165   | Koalíció ÖVP-SPÖ-KPÖ                 |
| 1949 | 1 623 524  | 38,7 | 67 / 165   | Koalíció ÖVP-SPÖ                     |
| 1953 | 1 818 517  | 42,1 | 73 / 165   | Koalíció ÖVP-SPÖ                     |
| 1956 | 1 873 295  | 43,0 | 74 / 165   | Koalíció ÖVP-SPÖ                     |
| 1959 | 1 953 935  | 44,8 | 78 / 165   | Koalíció ÖVP-SPÖ                     |
| 1962 | 1 960 685  | 44,0 | 76 / 165   | Koalíció ÖVP-SPÖ                     |
| 1966 | 1 928 985  | 42,6 | 74 / 165   | Ellenzék                             |
| 1970 | 2 221 981  | 48,4 | 81 / 165   | Kisebbségi kormány, FPÖ támogatással |
| 1971 | 2 280 168  | 50,0 | 93 / 183   | Kormánypárt                          |
| 1975 | 2 326 201  | 50,1 | 93 / 183   | Kormánypárt                          |
| 1979 | 2 413 226  | 51,0 | 95 / 183   | Kormánypárt                          |
| 1983 | 2 312 529  | 47,6 | 80 / 183   | Koalíció ÖVP-SPÖ                     |
| 1986 | 2 092 024  | 43,1 | 90 / 183   | Koalíció ÖVP-SPÖ                     |
| 1990 | 2 012 787  | 42,8 | 80 / 183   | Koalíció ÖVP-SPÖ                     |
| 1994 | 1 617 804  | 34,9 | 65 / 183   | Koalíció ÖVP-SPÖ                     |
| 1995 | 1 843 474  | 38,1 | 71 / 183   | Koalíció ÖVP-SPÖ                     |
| 1999 | 1 532 448  | 33,2 | 65 / 183   | Ellenzék                             |
| 2002 | 1 792 499  | 36,5 | 69 / 183   | Ellenzék                             |
| 2006 | 1 663 986  | 35,3 | 68 / 183   | Koalíció ÖVP-SPÖ                     |
| 2008 | 1 430 206  | 29,3 | 57 / 183   | Koalíció ÖVP-SPÖ                     |
| 2013 | 1 258 605  | 26,8 | 52 / 183   | Koalíció ÖVP-SPÖ                     |
| 2017 | 1 351 918  | 26,9 | 52 / 183   | Ellenzék                             |
| 2019 | 1 011 868  | 21,2 | 40 / 183   | Ellenzék                             |
| 2024 | 1 032 234  | 21,1 | 41 / 183   | Koalíció ÖVP–SPÖ–NEOS                |

### Tartományi parlamenti választások
| Tartomány      | év   | Szavazatok | %    | Mandátumok | Státusz             |
| -------------- | ---- | ---------- | ---- | ---------- | ------------------- |
| Alsó-Ausztria  | 2023 | 185 760    | 20,1 | 12 / 56    | Ellenzék            |
| Bécs           | 2025 | 268 514    | 39,4 | 43 / 100   | Még nem ismert      |
| Burgenland     | 2025 | 90 606     | 46,4 | 17 / 36    | Koalíció SPÖ–Zöldek |
| Felső-Ausztria | 2021 | 150 094    | 18,6 | 11 / 56    | Ellenzék            |
| Karintia       | 2023 | 117 962    | 38,9 | 15 / 36    | Koalíció SPÖ-ÖVP    |
| Salzburg       | 2023 | 48 099     | 20,1 | 7 / 36     | Ellenzék            |
| Stájerország   | 2024 | 141 517    | 21,4 | 10 / 48    | Ellenzék            |
| Tirol          | 2022 | 60 009     | 17,5 | 7 / 36     | Koalíció ÖVP-SPÖ    |
| Vorarlberg     | 2024 | 16 713     | 9,1  | 3 / 36     | Ellenzék            |